# マーガレット・ビビアン
マーガレット・ジョンストン・ペグ・ビビアン（Margaret Johnston   Peg Vivian、1906年2月25日- 2018年9月20日）は、オーストラリアのスーパーセンテナリアン。 2017年9月から死去するまで、存命中のオーストラリア最高齢の座を保持していた。

## 人物
1906年2月25日、イギリス・グラスゴーで生まれた。兄弟の末っ子であった。10歳のとき、オーストラリアに引っ越した。同じころ、兄らが旅行していたために叔母の世話をしていた。1927年、ジャック・ダグマー・ミルトン・ビビアン(Jack Dagmar Milton Vivian、1904年-1981年)と結婚した。二人にはペギーとトムの2人の子供がいた。ジャックの肺気腫が悪化し、ジャックが死ぬまでの17年間、彼の世話をすることを余儀なくされた。死後、ビビアンが精神的にも肉体的にも疲れていたことを見て親戚はビビアンをクイーンズランド州に送り同地で友人と一緒に過ごした。その後はビビアンは世界を旅し、後に高校に入学した。息子のトムによれば、「108歳までプールに行って、98歳ごろまでヨガをしていた」とされる。
2018年9月20日、オーストラリアのパースで死去。112歳207日であった。